# Орден Трудового Червоного Прапора УСРР
О́рден Трудово́го Черво́ного Пра́пора УСРР — єдиний орден УСРР (УРСР). Згідно зі статутом ордена, ним нагороджували окремих громадян і колективи трудящих України та інших тодішніх радянських республік. Право нагороджувати орденом належало виключно Президії ВУЦВК. Нагородженим разом зі знаком ордена вручалася від імені ВУЦВК особлива грамота. Цим орденом нагороджено понад 350 осіб та більше 30 колективів. При цьому знаків ордену було приблизно виготовлено 3200 з 5000 замовлених.
Згідно з постановою Президії ЦВК СРСР від 23 квітня 1933 року «Про ордени Союзу РСР і союзних республік і про нагрудні значки», за якою нагородження орденами увійшло до компетенції СРСР, нагородження орденами союзних республік, у тому числі й орденом Трудового Червоного Прапора УСРР, було припинено.

## Опис знака ордена

### Оригінальний знак
Перший знак ордена Трудового Червоного Прапора УСРР мав вигляд п'ятикутної зірки з накладеним на неї зубчастим колесом, на тлі якого зображений робітник з розгорнутим червоним прапором у руках. На прапорі гасло: «Володарь світу буде труд!». У центрі знака ордена розміщене ковадло. Нижче — вінок з дубових і лаврових листів, що обрамляє напис: «У. С. Р. Р.». В основі вінка зображені: ліворуч — молот, праворуч — серп і сніп. Нижня частина вінка, а також місце з'єднання серпа і молота прикриті бантом з червоної стрічки.
Слова гасла, поміщені на ордені, узяті з популярної в той час революційної пісні «Червоний прапор». В одному з її варіантів словами «Владикою світу буде праця!» закінчується останній куплет.

### Новий знак

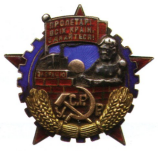
Орденський знак другої версії.

Статут та знак ордена «Трудовий Червоний Прапор УСРР», затверджений у листопаді 1925 року.

## Історія ордена

### Заснування ордена
Резолюція про заснування ордена була прийнята 5-м Всеукраїнським з'їздом Рад 2 березня 1921 року. В ній зазначалося наступне:
У документах з'їзду фігурувало дві назви ордену: «Червоний орден Трудового Прапора» та просто «Орден Трудового Прапора», — але ВУЦВК вирішив обрати назву російського аналога — ордена Трудового Червоного Прапора РРФСР, запровадженого 8-м Всеросійським з'їздом Рад робітничих, селянських, червоноармійських та робочих депутатів 28 грудня 1920 року.
20 квітня 1921 року Президія ВУЦВК розглянула питання про орден Трудового Червоного Прапора та доручила Народному комісаріату освіти УСРР оголосити конкурс на проект малюнка знака ордена. 1 липня 1921 року ВУЦВК вдруге розглянув питання проєкту знака ордена та знов запропонував оголосити відкритий всеукраїнський конкурс на ескіз ордена. Конкурс тривав до початку жовтня 1921 року. 5 жовтня Президія ВУЦВК затвердила проєкт знака ордена з девізом «Кінець розрусі».

### Перші нагородження
Оскільки виготовлення знаків ордена вимагало певного часу, нагородження спочатку проводилося без вручення знака, а видавалося лише свідоцтво про нагородження з підписом голови та секретаря ВУЦВК. Самі ордени надійшли до ВУЦВК не раніше квітня 1922 року.
Першими орденоносними колективами згідно з рішенням 2-ї сесії ВУЦВК (5–8 травня 1921 року) стали військові з'єднання: 15-та, 30-та, 51-ша стрілецькі дивізії Збройних Сил України і Криму та 14-та кавалерійська дивізія 1-ї кінної армії, яка «особливо відзначилася на фронті праці та посівної компанії».
Першими ж індивідуальними орденоносцями у червні 1921 року стали інженер І. К. Каспарянц і комісар В. С. Іванов — керівники робіт з відновлення Наводницького моста в Києві.
Протягом 1921–1923 років було нагороджено 172 особи і низку колективів, зокрема Чернігівський губернський земельний відділ, Ізюмський повітовий виконком, 45-ту стрілецьку дивізію, «трудове населення Київської губернії», київський завод «Арсенал», а також ряд трудящих, організаторів підприємств, воєначальників, відомих державних діячів. Так кавалерами ордену стали голова ВУЦВК Григорій Петровський (нагороджений 3 листопада 1922 року) та голова Раднаркома УСРР Християн Раковський (нагороджений 1 серпня 1923 року).

### Спроба змінити знак ордена
1925 року, у зв'язку з «завершенням відновлення народного господарства і переходом до побудови фундаменту соціалістичної економіки», ВУЦВК вирішив замінити існуючий знак ордена Трудового Червоного Прапора УРСР новим. У результаті двох конкурсів — всеукраїнського і всесоюзного, які проводилися в березні-серпні 1925 року, найкращим був визнаний проект ордена московського художника І. П. Кисельова. 4 листопада зразок знака ордена Трудового Червоного Прапора УСРР і статут до нього були затверджені ВУЦВК і Раднаркомом УРСР.
Попри те, що новий знак ордена Трудового Червоного Прапора був схвалений ВУЦВК і Раднаркомом УСРР, а його зображення і статут ордена були опубліковані в «Збірнику узаконень і розпоряджень робочо-селянського уряду України», він так і не почав використовуватись для нагороджень. ВУЦВК при нагородженні орденом Трудового Червоного Прапора УРСР колективів та окремих громадян і надалі вручав разом із грамотою знак ордена зразка 1921 року.

### Впровадження загальносоюзного ордену

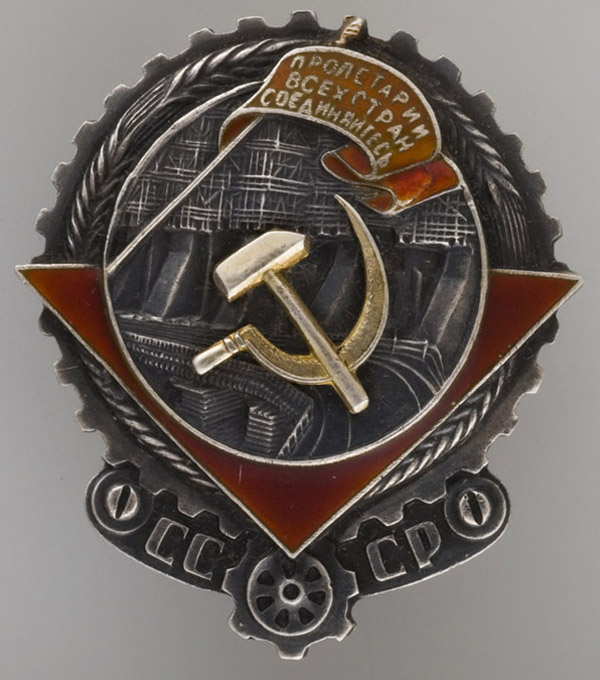
Перший знак ордена «Трудовий Червоний Прапор» СРСР.

7 вересня 1928 року постановою ЦВК та РНК СРСР було запроваджено загальносоюзний орден Трудового Червоного Прапора, після чого нагородження відповідними орденами союзних республік, у тому числі і УРСР, поступово зійшло нанівець.

### Остання відома згадка на офіційному рівні
У ході підготовки до 40-річчя Жовтневої революції раптом з’ясувалось, що на прапорі, з яким колектив київського заводу «Арсенал» традиційно виходив на демонстрацію, відсутній знак ордена Трудового Червоного Прапора. Можливо він зник під час евакуації заводу у роки німецько-радянської війни, можливо і пізніше за інших обставин. Керівництво «Арсеналу», у березні 1957 року, надіслало звернення до Президії Верховної Ради СРСР з проханням дозволити носити на своєму прапорі дублікат ордена і називатися заводом імені Ордена Трудового Червоного Прапора УСРР. Це прохання було відхилено.
Однак, як пізніше виявилося, постанови ЦВК СРСР від 23 квітня 1933 року та ЦВК і РНК СРСР від 7 травня 1936 року припиняли нагородження республіканськими орденами, але не ліквідовували їх зовсім. Таким чином, орден Трудового Червоного Прапора УСРР продовжував існувати в межах свого статуту. А у разі втрати знака ордена формально зберігалася можливість видачі дубліката, і право це належало якраз не Президії Верховної Ради СРСР, а законному правонаступникові Президії ВУЦВК, тобто Президії Верховної Ради Української РСР. На підставі постанови Президії Верховної Ради УРСР від 22 липня 1957 року дублікат знака ордена Трудового Червоного Прапора УСРР (за номером 3031), повернувся на прапор заводу «Арсенал». Це був останній документ вищого органу влади України щодо вручення першого і єдиного ордена радянської України.

## Реєстр орденоносців
Точний підрахунок нагороджених ускладнює недбальство в обліку нагороджених, що можливо зародилось майже одразу через відсутність статуту ордена, що почав розроблятися лише з 1925 року. Дотриманню черговості у видачі номерних орденських знаків також не надавалось принципової ваги, а для вручення брався перший-ліпший знак «що потрапляв під руку» (у 1928 році відомо щонайменше 2 випадки нагороджень з орденами які вже мали номери понад 800). Є згадки про спеціальну книгу реєстру нагороджених, що була при Секретаріаті ВУЦВК. Розшукати її, поки не вдалося.
За офіційними даними, що наводяться в Українській Радянській Енциклопедії, орденом Трудового Червоного Прапора УСРР було нагороджено «більше 300 чол., а також ряд колективів». Пізніші дослідники і колекціонери вказують до 400 нагороджень осіб і колективів.

### Доля деяких орденських знаків
У жовтні 2018 року знак першої версії Ордену Трудового Червоного Прапора УСРР за номером 89 став найдорожчим лотом інтернет-аукціону антикваріату «Віоліті» (Violity). Він був проданий за 307 100 ₴ ($ 11 387).
Цим орденом був нагороджений у 1922 році І. С. Татаренко, столяр з Харківщини.